# 旧掛塚郵便局
旧掛塚郵便局（きゅうかけつかゆうびんきょく）は、静岡県磐田市（旧・磐田郡掛塚町）白羽29-2にある建築物。1935年（昭和10年）に建てられた「旧掛塚郵便局（長谷川家住宅）局舎」と明治時代中期に建てられた「旧掛塚郵便局（長谷川家住宅）蔵」が登録有形文化財に登録されている。

## 歴史
- 1883年（明治16年）～1897年（明治30年） - 蔵が建築される。
- 1935年（昭和10年） - 掛塚郵便局局舎と住宅が建築される。1873年（明治6年）に開設された掛塚郵便局が当地に移転。
- 1967年（昭和42年） - 掛塚郵便局が国道150号沿いに移転したことで役目を終える。
- 2012年（平成24年）8月13日 - 旧局舎と蔵が登録有形文化財に登録される。

## 建築

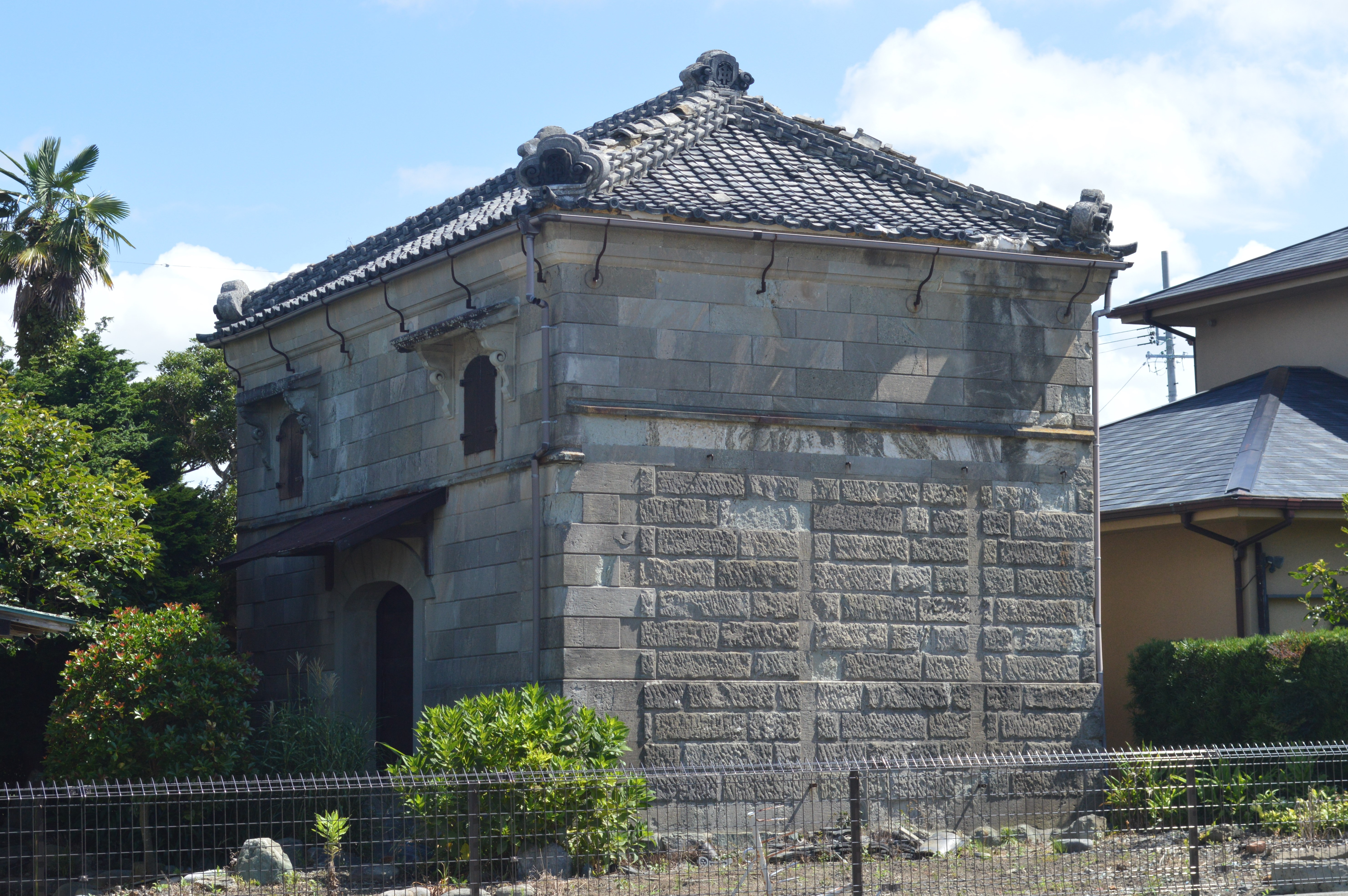
旧掛塚郵便局（長谷川家住宅）蔵

天竜川河口部にある掛塚には掛塚湊があり、江戸時代の掛塚は天竜川を下った材木を運搬する廻船業で栄えた。掛塚の町を南北に走る通りに西面して旧局舎が建っており、その後方に蔵が建っている。

### 旧掛塚郵便局（長谷川家住宅）局舎
1935年（昭和10年）の建築。石造建築風のモルタル塗である。当時の東京では外観のみを洋風とする建築様式が発展しており、掛塚の近代化を示す貴重な建造物とされる。昭和初期の準公共建築物の貴重な例として評価されている。
木造2階建（一部平屋建）、寄棟造、鉄板葺及び桟瓦葺であり、建築面積は178平方メートル。正面上部には鏝絵による郵便マークの彫刻があり、正面上部両端には軒飾りがある。後方には平屋の和風住宅がある。

### 旧掛塚郵便局（長谷川家住宅）蔵
1883年（明治16年）から1897年（明治30年）の建築。外壁に伊豆石が貼られた張で石造建築風である。江戸に木材を運んだ廻船は、帰路で掛塚に伊豆石を持ち帰った。掛塚には伊豆石が用いられた蔵が多数あり、旧掛塚郵便局蔵は掛塚の歴史を語る建造物とされる。当初は廻船問屋である松下家の蔵だったが、のちに同じく廻船問屋である長谷川家が購入した。
木造2階建、寄棟造、桟瓦葺であり、建築面積は33平方メートル。桁行7.3メートル、梁間4.6メートル。西面する入口に庇が付いている。窓廻りの表現には技巧が凝らされている。